# Charles Spearman
Charles Edward Spearman (Londres, 10 de septiembre de 1863-Londres, 7 de septiembre de 1945) fue un psicólogo inglés. Estudió en las universidades de Leipzig, Wurzburgo y Göttingen y enseñó e investigó en la Universidad de Londres (1907 - 1931). Formuló la teoría de que la inteligencia se compone de un factor general y otros específicos. Creyó en la existencia de un factor general que interviene en todas las fases de la conducta humana y atribuyó a las capacidades específicas papel determinante en cada actividad. Escribió The Abilities of Man (1927), Creative Mind (1930) y Psychology Down the Ages (1937).

## Teoría Bifactorial
Realizó importantes aportes a la psicología y a la estadística, desarrollando el Análisis Factorial. Gracias a él  propuso la existencia de un factor general de inteligencia (Factor G), que subyace a las habilidades para la ejecución de las tareas intelectuales. 
A esta teoría de la inteligencia la denominó  Teoría Bifactorial, ya que la inteligencia se compondría tanto del 1) Factor General (g), que sería hereditario, e intentó comprobar que correspondía a una propiedad específica del cerebro, una suerte de energía mental a nivel de la corteza cerebral, que varía de un individuo a otro, pero se mantiene estable a través del tiempo; así como del 2) Factor Especial (s), que representa la habilidad específica de un sujeto frente a determinada tarea, que también tendría una localización específica en el cerebro.
Por lo tanto si bien la inteligencia es hereditaria en cuanto a su Factor G, es posible que la educación tenga importante incidencia el Factor S.
- Datos: Q356611
- Multimedia: Charles Spearman / Q356611